# Hannibal (Missouri)
Hannibal kisváros az Amerikai Egyesült Államokban, Missouri államban. Részben Marion, részben Ralls megyéhez tartozik. A legközelebbi nagyvárosok St. Louis (320 km) és Kansas City (360 km). Népessége közel 18 000 fő. A város a Mississippi partján fekszik. A városnak saját repülőtere (Hannibal Regional Airport) és vasúti kapcsolata van.

## Történet és nevezetességek
A település egykori leghíresebb lakója Mark Twain volt. Gyermekkorát itt töltötte, és itteni gyermekkora helyszínei és szereplői ihlették híres ifjúsági regényeit: Tom Sawyer kalandjai, Huckleberry Finn kalandjai.
Mark Twain-ről számos épület és hely van elnevezve: Mark Twain Memorial Bridge (Mark Twain emlékhíd), Mark Twain Boyhood Home & Museum (Mark Twain gyermekkori otthona és múzeum), Mark Twain Memorial Lighthouse (Mark Twain világítótorony), Mark Twain Cave (Mark Twain barlang). A városnak számottevő turistaforgalma van, mely főleg Mark Twain emlékének köszönhető.
A város területén eredetileg indiánok éltek. A város lassan épült ki, 1830-ban még csak 30 lakosa volt, a fellendülést a vízi szállítás és a vasúti összeköttetés hozta meg. Érdekesség, hogy a közeli település (Ilasco) cementgyárában (Atlas Portland Cement Company) termelték azt a cementet, amelyből az Empire State Building és a Panama-csatorna épült

## Üzleti élet
Mivel a város rendelkezik a “Certified Local Government” státusszal, ezért alacsonyabbak az adók, kedvezőbbek a támogatáshoz jutás feltételei. Ennek következtében a város előnyös üzleti lehetőségeket kínál vállalkozóknak.

## Oktatás
Hannibalnak van egy középiskolája (Hannibal High School) és egy, a gimnázium és az elemi iskola közötti úgynevezett Middle Schoolja (Hannibal Middle School), és öt elemi iskolája.
A városnak van egy művészeti egyeteme (Hannibal-LaGrange University), és egy 2 éves felsőfokú iskolája: Moberly Area Community College.

## Képgaléria

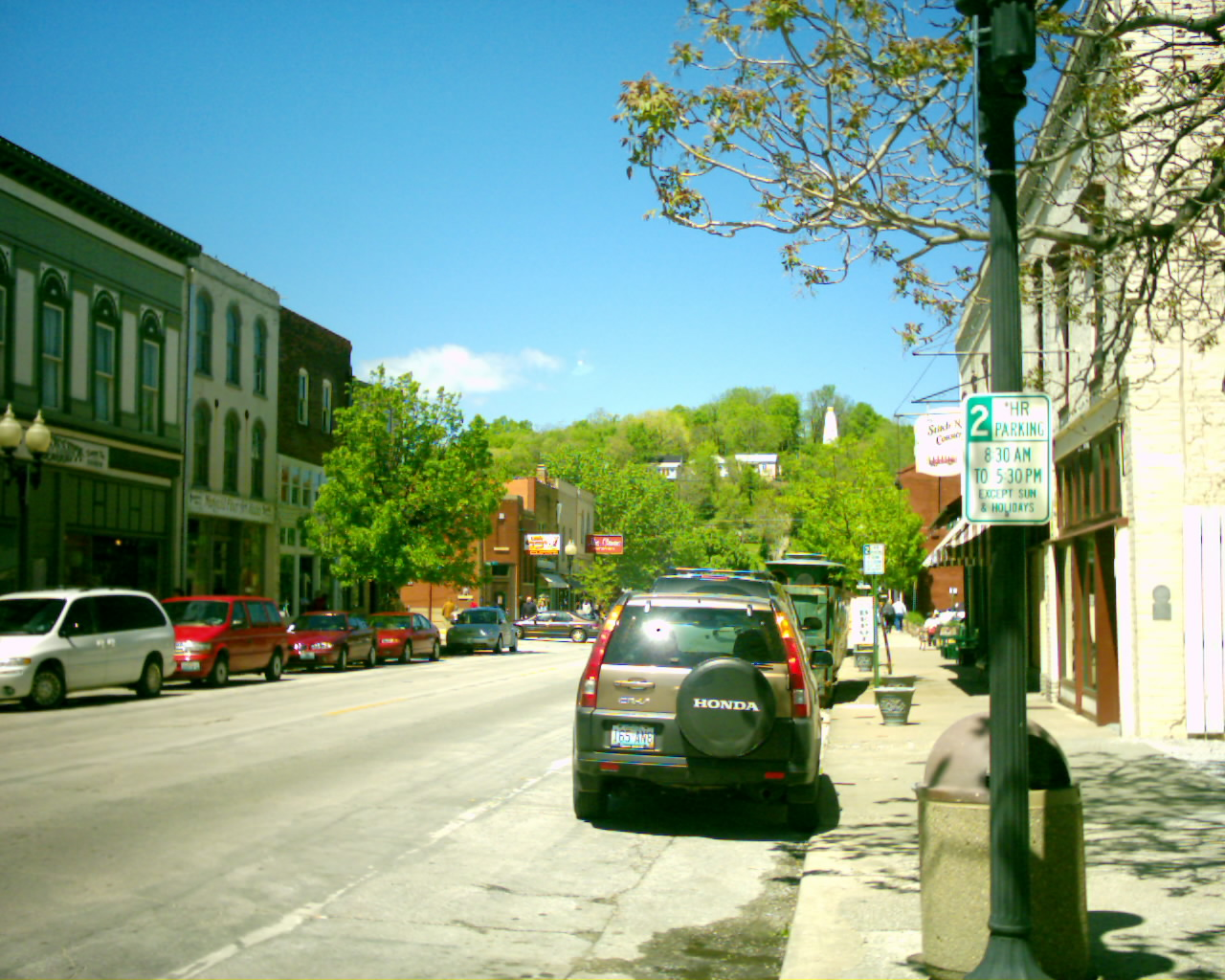
Hannibali utcarészlet
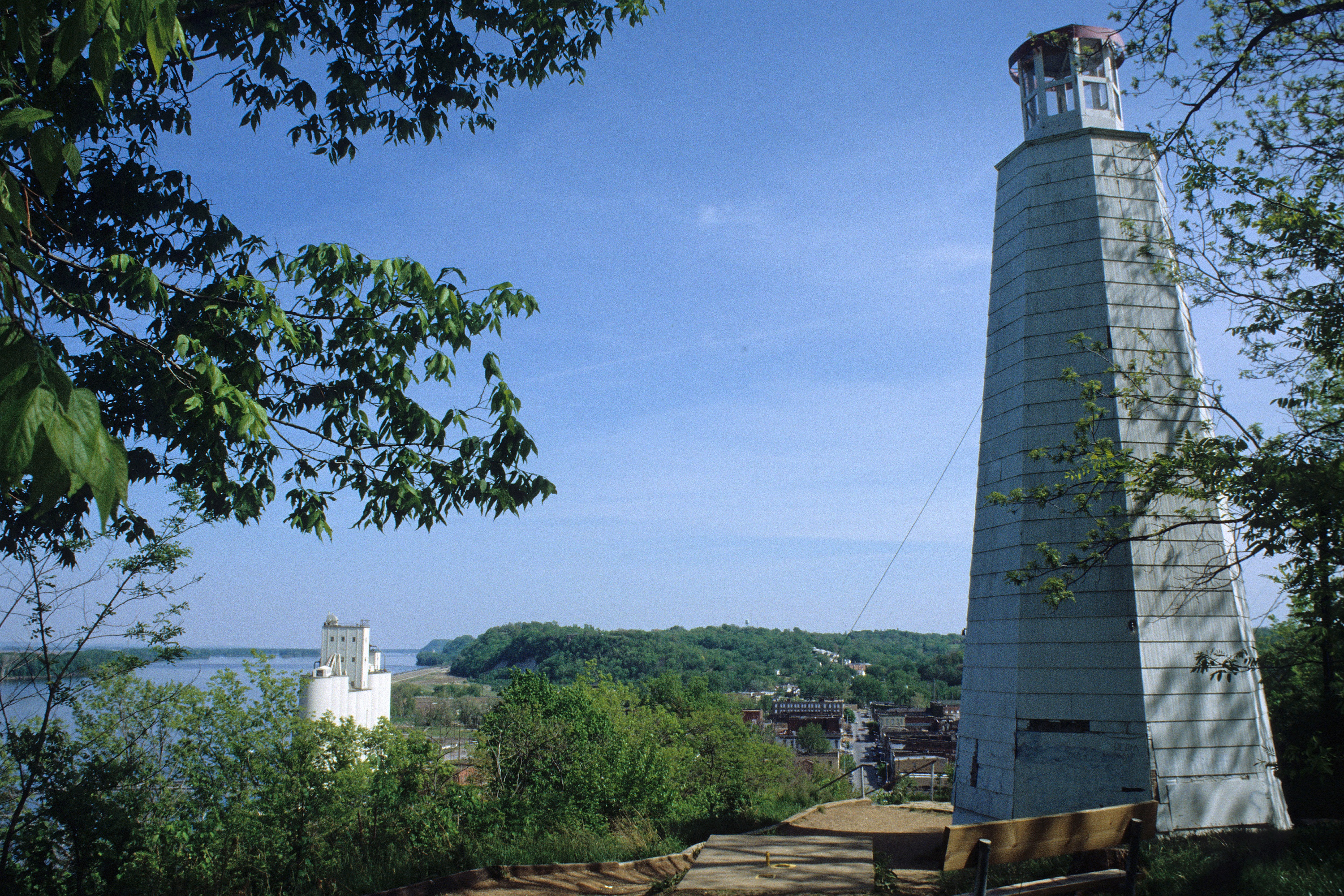
Mark Twain világítótorony
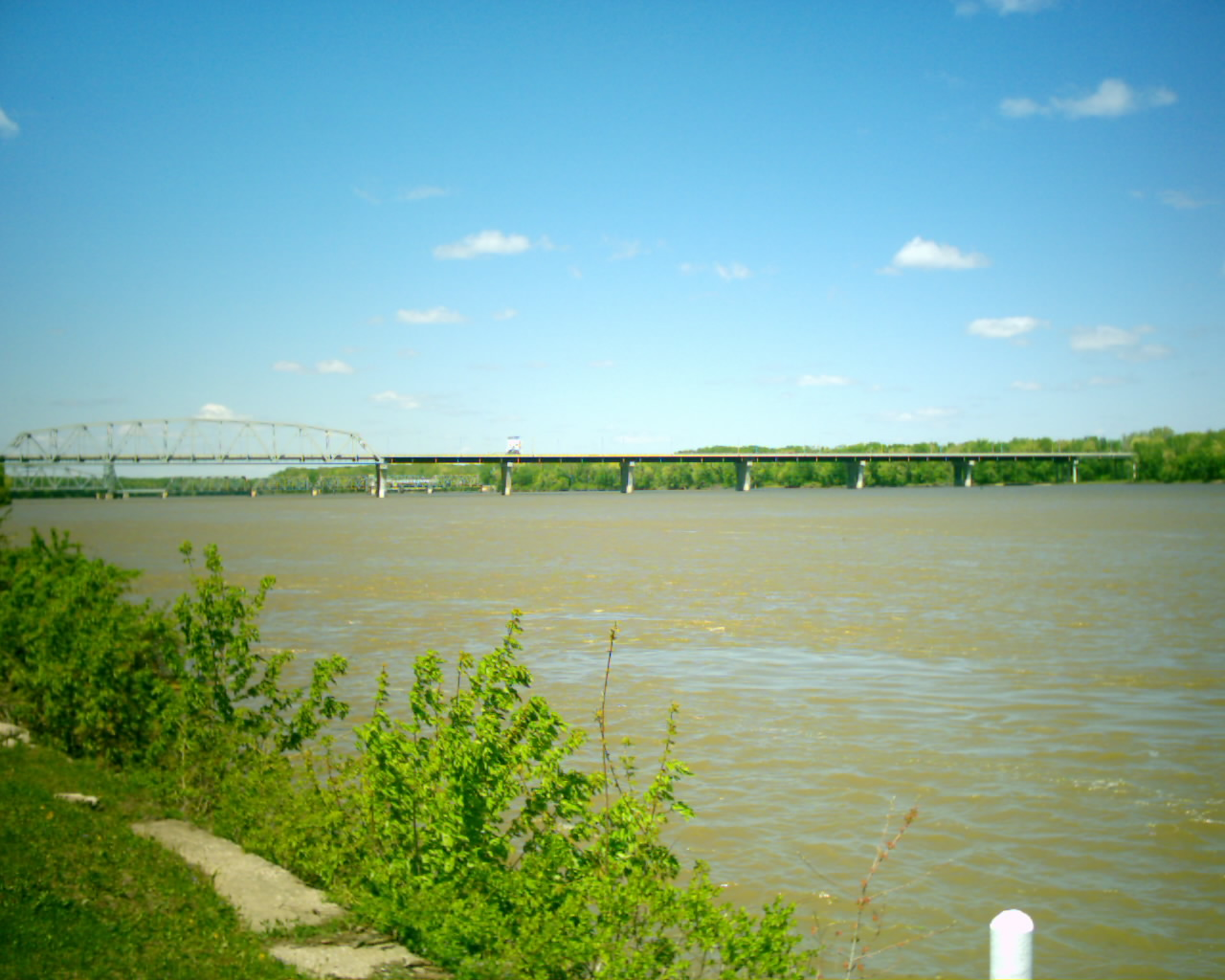
A Mississippi Hannibalnál
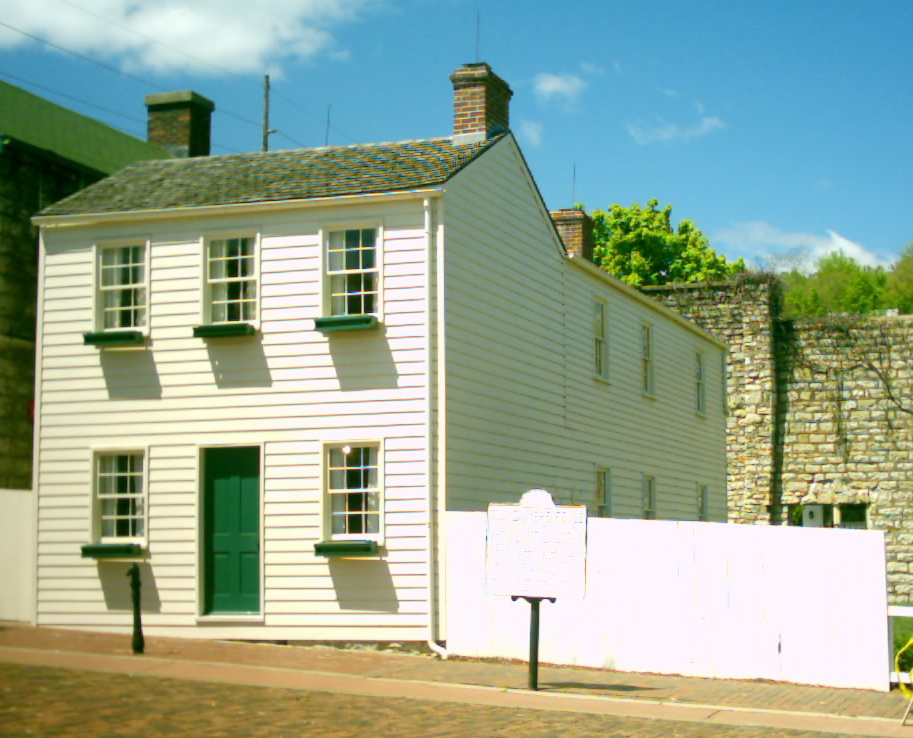
Mark Twain egykori otthona